# Cyclaspis granulata
Cyclaspis granulata is een zeekommasoort uit de familie van de Bodotriidae. De wetenschappelijke naam van de soort is voor het eerst geldig gepubliceerd in 1981 door Radha Devi & Kurian.